# Johannes Braungart

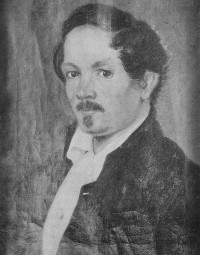
Johannes Braungart, porträtiert von Joseph Michael Geist

Johannes Braungart (* 14. Juni 1803 in Rottenacker bei Ehingen; † 21. Januar 1849 in Esslingen) war ein deutscher Landschaftsmaler und Zeichner.

## Leben und Werk
Johannes Braungart verbrachte seine Kindheit unter schwierigen Verhältnissen in einer Familie radikaler Pietisten im Dorf Rottenacker an der württembergischen Donaugrenze. Die Eltern, Johann Georg Braungart (* 17. Okt. 1774 in Rottenacker; † 1813 Solitude bei Gerlingen), Weber und Totengräber von Beruf, und seine Frau Salome, geb. Walter (* 29. Okt. 1777 in Rottenacker; † 1818) waren Mitglieder einer Gruppe von Separatisten, die sich den Autoritäten von Kirche und Staat aus religiöser Überzeugung verweigerten und dafür mit harten Strafen belegt wurden.  Der Vater wurde 1804 durch ein württembergisches Militärkommando verhaftet und auf die Festung Hohenasperg verbracht, wo er fast ohne Unterbrechung bis 1813 interniert war. Auch die Mutter wurde mehrfach unter Arrest gestellt, weil sie hartnäckig den Schulbesuch ihrer Kinder verweigerte. Die beiden Söhne Christoph (* 1798) und Johannes wurden daraufhin 1813 in das Stuttgarter Waisenhaus eingewiesen.
Während der Schulzeit im Waisenhaus entwickelte sich Braungarts Talent als Zeichner, so dass er im Anschluss in der Blechwarenfabrik von Carl Deffner in Esslingen als Malerlehrling eine Anstellung fand. 1821 ging Braungart auf Reisen, zunächst nach Augsburg und später nach Wien, um sich in dem Malerberuf fortzubilden. 1823 kam er zurück nach Esslingen und arbeitete erneut für die Deffnersche Fabrik, die in diesen Jahren stark expandierte. Daneben war er auch für die Kunstschnitzerei Karl Weber tätig, die bemalte Schmuck- und Haushaltswaren aus Holz und Horn produzierte. Über das nächste Jahrzehnt im Leben Braungarts ist wenig bekannt; erst mit seiner Hochzeit (12. Juni 1834) wird er wieder archivalisch sichtbar. Er heiratete Pauline Scheffauer (* 26. Nov. 1801 in Stuttgart; † 26. Nov. 1857), eine Tochter des Stuttgarter Bildhauers Philipp Jakob Scheffauer. Seine Schwiegermutter Caroline Heigelin stammte aus einer angesehenen Familie der württembergischen Ehrbarkeit, so dass die Ehe für die soziale Anerkennung sprach, die das frühere Waisenkind inzwischen genoss, auch wenn die finanziellen Verhältnisse des Paares ein Leben lang prekär blieben.
Offenbar ermuntert durch seine Ehefrau versuchte Braungart seinen Lebensunterhalt als Landschaftsmaler zu bestreiten. Er bot Unterricht im „Zeichnen und Malen von Blumen und Landschaften“ im Esslinger Anzeigenblatt an und beteiligte sich seit 1836 an den Ausstellungen des Württembergischen Kunstvereins. 1838 veranstaltete er zum Verkauf eines Ölgemäldes eine Lotterie. Braungart tat sich in der ehemaligen Reichsstadt jedoch schwer, sein Auskommen als Künstler zu bestreiten und Abnehmer für seine Arbeiten zu finden, obwohl er sich hauptsächlich auf Esslinger Motive konzentrierte.
Seine Freundschaft mit dem Historiker Karl Pfaff mag dabei Braungarts Blick auf die mittelalterliche Stadt gelenkt haben, deren Bauten im aufziehenden Industriezeitalter immer häufiger zum Abbruch frei gegeben wurden. Ein prominentes Beispiel ist die Esslinger Franziskanerkirche, deren Aussehen Braungarts bekanntestes Gemälde aus dem Jahr 1840 kurz vor dem Abriss des Langhauses festhält. Deshalb bietet der künstlerische Nachlass Braungarts, der überwiegend im Stadtmuseum Esslingen verwahrt wird, heute vielfach auch dokumentarischen Wert als historische Bildquelle. Bei seinen Landschafts- und Architekturaufnahmen hat sich Braungart offenbar einer Camera lucida bedient, so dass sich die Arbeiten durch eine hohe Wiedergabetreue auszeichnen. Im Porträtfach hat sich Braungart nie versucht; jedenfalls sind keine entsprechenden Versuche überliefert. Damit blieb ihm zwar als Künstler eine wichtige Einkommensquelle verschlossen, doch scheinen Braungart in dieser Hinsicht wohl auch die Grenzen seiner künstlerischen Möglichkeiten bewusst gewesen zu sein.
Nach Braungarts Tod wurden bereits im Februar 1849 in Esslingen ungefähr 60 nachgelassene, gerahmte Ölgemälde versteigert. Im März folgte eine Auktion von Aquarellen, Ölstudien und Zeichnungen in Stuttgart. Initiiert wurden die Versteigerungen von Pauline Braungart und Freunden des Verstorbenen.